# E-UTRA
E-UTRA (Akronym für evolved UMTS Terrestrial Radio Access) ist die Luftschnittstelle für den Mobilfunkstandard LTE. Sie wurde von der Standardisierungsorganisation 3rd Generation Partnership Project (3GPP) anfangs noch unter der Bezeichnung Evolved Universal Terrestrial Radio Access (E-UTRA) herausgegeben.
E-UTRA ist die Weiterführung der UMTS-Spezifikation mit Erweiterungen bzw. Veränderungen im eNodeB bzw. UE-Bereich. Die Luftschnittstelle von LTE ist nicht abwärtskompatibel zu UMTS/HSPA. Durch Nutzung von OFDM im Downlink und SC-FDMA im Uplink verringern sich die Latenzen und die Datenraten steigen. Erste Versuche fanden im Jahr 2008 statt.

## Eigenschaften
E-UTRA hat folgende Eigenschaften:
- Maximale Downloadgeschwindigkeiten von 299,6 Mbit/s mit 4 × 4 MIMO und 150 Mbit/s bei 2 × 2 Antennenkonfiguration (20 MHz Bandbreite). LTE-Advanced unterstützt bis zu 8 × 8 MIMO und Spitzendatenraten von 2998,6 Mbit/s bei 100 MHz Bandbreite.[1]
- Maximale Uploadgeschindigkeit von 75,4 Mbit/s bei 20 MHz (Kanal-)Bandbreite, mit Spitzendatenraten von 1497,8 Mbits/s bei LTE Advanced und 100 MHz Bandbreite.[1]
- Geringere Latenzen von unter 5 ms bei kleinen Datenpaketen und optimalen Bedingungen. Kürzere Latenzen für Handover und Verbindungsaufbau
- Je nach Frequenzband werden Relativgeschwindigkeiten zwischen mobilen Teilnehmer und der Basisstation von bis 350 km/h oder 500 km/h unterstützt.
- Möglichkeit von FDD, TDD und halb-duplex FDD.
- Alle Frequenzbänder aus IMT Systemen (definiert durch die ITU-R)
- Flexible Bandbreiten von 1,4 MHz, 3 MHz, 5 MHz, 10 MHz, 15 MHz und 20 MHz. Zum Vergleich: UMTS nutzt eine feste Bandbreite von 5 MHz.
- Die spektrale Effizienz wurde um den Faktor zwei bis fünf verbessert, in Vergleich HSPA release 6.
- Zellradien von einigen Metern (Femtozelle und Picozelle) bis zu 100 km Makrozelle.
- Vereinfachte Kernarchitektur. Die Netzwerkseite besteht nur aus enodeBs.
- Interoperabilität zu älteren Mobilfunkstandards wie GSM/EDGE, UMTS, CDMA2000, WiMAX.
- Das Netz ist generell paketvermittelnd und nicht mehr leitungsvermittelnd.

## Architektur
E-UTRA besteht auf Netzwerkseite nur aus eNodeBs. Diese spielen eine größere Rolle als noch im UMTS-Radio Access Network. Ein eNodeB vereint Techniken des NodeBs und des Radio Network Controllers. Durch diese Vereinfachung sinken die Latenzen im kompletten RAN. Die Verbindung zum Core findet über einen paketvermittelnden S1-Link statt. eNodeBs untereinander können sich über X2 unterhalten.

## Berechnung des E-UTRA cell identifier
Der cell identifier dient zur eindeutigen Identifikation der Zelle.
Er berechnet sich (dezimal aus):
{\displaystyle {\text{cell identifier}}=2^{8}\cdot {\text{eNodeB ID}}+{\text{local cell id}}}
Ein Beispiel: Die eNodeB ID ist die 100, die lokale Zelle hat die ID 1, daraus ergibt sich als cell identifier:
{\displaystyle {\text{cell identifier}}=2^{8}\cdot 100+1=25601}

## E-UTRA Endgeräte Kategorien
Seit 3GPP Release 8 werden fünf LTE-Endgeräte-Kategorien unterstützt. Mit 3GPP Release 10, die als LTE-Advanced bezeichnet wird, wurden drei neue Gerätekategorien eingeführt und zwei weitere mit 3GPP Release 11.
| Endgeräte Kategorien | Maximale L1 Datenrate | Maximale L1 Datenrate | Maximale Anzahl an DL-MIMO Datenströmen | 3GPP Release |
| Endgeräte Kategorien | downlink              | uplink                | Maximale Anzahl an DL-MIMO Datenströmen | 3GPP Release |
| -------------------- | --------------------- | --------------------- | --------------------------------------- | ------------ |
| Kategorien 0         | 1,0 Mbit/s            | 1,0 Mbit/s            | 1                                       | Release 12   |
| Kategorien 01        | 10,3 Mbit/s           | 5,2 Mbit/s            | 1                                       | Release 08   |
| Kategorien 02        | 51,0 Mbit/s           | 25,5 Mbit/s           | 2                                       | Release 08   |
| Kategorien 03        | 102,0 Mbit/s          | 51,0 Mbit/s           | 2                                       | Release 08   |
| Kategorien 04        | 150,8 Mbit/s          | 51,0 Mbit/s           | 2                                       | Release 08   |
| Kategorien 05        | 299,6 Mbit/s          | 75,4 Mbit/s           | 4                                       | Release 08   |
| Kategorien 06        | 301,5 Mbit/s          | 51,0 Mbit/s           | 2 oder 4                                | Release 10   |
| Kategorien 07        | 301,5 Mbit/s          | 102,0 Mbit/s          | 2 oder 4                                | Release 10   |
| Kategorien 08        | 2998,6 Mbit/s         | 1,497,8 Mbit/s        | 8                                       | Release 10   |
| Kategorien 09        | 452,2 Mbit/s          | 51,0 Mbit/s           | 2 oder 4                                | Release 11   |
| Kategorien 10        | 452,2 Mbit/s          | 102,0 Mbit/s          | 2 oder 4                                | Release 11   |

Anmerkung: Obige Datenraten beziehen sich auf eine Kanalbandbreite von 20 MHz. Wenn die Bandbreite geringer ist, sinken dementsprechend auch die L1-Datenraten.

## E-UTRA Versionen(Releases)
Wie alle 3GPP-Standards sind auch die E-UTRA Versionen strukturiert:
- Release 8, eingefroren 2008, erste LTE-Spezifikation
- Release 9, eingefroren 2009, einige Erweiterungen auf der physischen Ebene; Einführung von MIMO beam-forming
- Release 10, eingefroren 2011, Einführung einiger LTE-Advanced-Möglichkeiten, wie Carrier Aggregation, Uplink SU-MIMO, Weiterleitung über Relays und Erhöhung der L1-Spitzendatenrate

Alle Versionen sind abwärtskompatibel, d. h. Release-8-Geräte arbeiten in Release-10-Netzen und Release-10-Geräte können in Release-8-Netzen arbeiten.

## E-UTRA-Bänder
| E-UTRA Band      | Uplink (UL) BS empfangen UE senden (MHz) | Downlink (DL) BS senden UE empfangen (MHz) | Duplex mode | Kanal Bandbreite (MHz) | gebräuchliche Bezeichnungen                                           | Frequenz Band (MHz) | Duplex Abstand (MHz) |
| ---------------- | ---------------------------------------- | ------------------------------------------ | ----------- | ---------------------- | --------------------------------------------------------------------- | ------------------- | -------------------- |
| 1                | 1920 – 1980                              | 2110 – 2170                                | FDD         | 5, 10, 15, 20          | IMT                                                                   | 2100                | 190                  |
| 2                | 1850 – 1910                              | 1930 – 1990                                | FDD         | 1.4, 3, 5, 10, 15, 20  | PCS                                                                   | 1900                | 80                   |
| 3                | 1710 – 1785                              | 1805 – 1880                                | FDD         | 1.4, 3, 5, 10, 15, 20  | DCS                                                                   | 1800                | 95                   |
| 4                | 1710 – 1755                              | 2110 – 2155                                | FDD         | 1.4, 3, 5, 10, 15, 20  | AWS (AWS-1)                                                           | 1700                | 400                  |
| 5                | 824 – 849                                | 869 – 894                                  | FDD         | 1.4, 3, 5, 10          | CLR                                                                   | 850                 | 45                   |
| 6                | 830 – 840                                | 875 – 885                                  | FDD         | 5, 10                  | UMTS 800 (ersetzt durch Band 19)                                      | 850                 | 45                   |
| 7                | 2500 – 2570                              | 2620 – 2690                                | FDD         | 5, 10, 15, 20          | IMT-E                                                                 | 2600                | 120                  |
| 8                | 880 – 915                                | 925 – 960                                  | FDD         | 1.4, 3, 5, 10          | E-GSM                                                                 | 900                 | 45                   |
| 9                | 1749.9 – 1784.9                          | 1844.9 – 1879.9                            | FDD         | 5, 10, 15, 20          | UMTS 1700 / Japan DCS (Untermenge von Band 3)                         | 1800                | 95                   |
| 10               | 1710 – 1770                              | 2110 – 2170                                | FDD         | 5, 10, 15, 20          | Erweitertes AWS Band (Obermenge von Band 4)                           | 1700                | 400                  |
| 11               | 1427.9 – 1447.9                          | 1475.9 – 1495.9                            | FDD         | 5, 10                  | Unterer PDC Bereich                                                   | 1500                | 48                   |
| 12               | 699 – 716                                | 729 – 746                                  | FDD         | 1.4, 3, 5, 10          | Untere SMH Blöcke A/B/C                                               | 700                 | 30                   |
| 13               | 777 – 787                                | 746 – 756                                  | FDD         | 5, 10                  | Oberer SMH Block C                                                    | 700                 | −31                  |
| 14               | 788 – 798                                | 758 – 768                                  | FDD         | 5, 10                  | Oberer SMH Block D                                                    | 700                 | −30                  |
| 15               | 1900 – 1920                              | 2600 – 2620                                | FDD         | 5, 10                  | Reserviert                                                            |                     | 700                  |
| 16               | 2010 – 2025                              | 2585 – 2600                                | FDD         | 5, 10, 15              | Reserviert                                                            |                     | 575                  |
| 17               | 704 – 716                                | 734 – 746                                  | FDD         | 5, 10                  | Untere SMH Blöcke B/C (Untermenge von Band 12)                        | 700                 | 30                   |
| 18               | 815 – 830                                | 860 – 875                                  | FDD         | 5, 10, 15              | Japan unteres 800er Band                                              | 850                 | 45                   |
| 19               | 830 – 845                                | 875 – 890                                  | FDD         | 5, 10, 15              | Japan oberes 800er Band (Obermenge von Band 6)                        | 850                 | 45                   |
| 20               | 832 – 862                                | 791 – 821                                  | FDD         | 5, 10, 15, 20          | Digitale Dividende                                                    | 800                 | −41                  |
| 21               | 1447.9 – 1462.9                          | 1495.9 – 1510.9                            | FDD         | 5, 10, 15              | Oberes PDC Band                                                       | 1500                | 48                   |
| 22               | 3410 – 3490                              | 3510 – 3590                                | FDD         | 5, 10, 15, 20          |                                                                       | 3500                | 100                  |
| 23               | 2000 – 2020                              | 2180 – 2200                                | FDD         | 1.4, 3, 5, 10, 15, 20  | S-Band (AWS-4)                                                        | 2000                | 180                  |
| 24               | 1626.5 – 1660.5                          | 1525 – 1559                                | FDD         | 5, 10                  | L-Band (US)                                                           | 1600                | −101.5               |
| 25               | 1850 – 1915                              | 1930 – 1995                                | FDD         | 1.4, 3, 5, 10, 15, 20  | Erweitertes PCS Band (Obermenge von Band 2)                           | 1900                | 80                   |
| 26               | 814 – 849                                | 859 – 894                                  | FDD         | 1.4, 3, 5, 10, 15      | Erweitertes CLR Band (Obermenge von Bändern 5, 6, 18 und 19)          | 850                 | 45                   |
| 27               | 807 – 824                                | 852 – 869                                  | FDD         | 1.4, 3, 5, 10          | SMR (angrenzend an Band 5)                                            | 850                 | 45                   |
| 28               | 703 – 748                                | 758 – 803                                  | FDD         | 3, 5, 10, 15, 20       | Digitale Dividende II                                                 | 700                 | 55                   |
| 29               | N/A                                      | 717 – 728                                  | FDD         | 3, 5, 10               | Untere SMH Blöcke D/E (Carrier Aggregation nur mit Bändern 2/4/23/30) | 700                 | N/A                  |
| 30               | 2305 – 2315                              | 2350 – 2360                                | FDD         | 5, 10                  | WCS Blöcke A/B                                                        | 2300                | 45                   |
| 31               | 452.5 – 457.5                            | 462.5 – 467.5                              | FDD         | 1.4, 3, 5              |                                                                       | 450                 | 10                   |
| 32               | N/A                                      | 1452 – 1496                                | FDD         | 5, 10, 15, 20          | L-Band (Carrier Aggregation nur mit Band 20)                          | 1500                | N/A                  |
| nicht zugewiesen | 1915 – 1920                              | 1995 – 2000                                | FDD         |                        | AWS-2 (EPCS Block H) (benachbart zu Band 25)                          | 1900                | 80                   |
| nicht zugewiesen | 1755 – 1780                              | 2155 – 2180                                | FDD         |                        | AWS-3 (adjacent to band 4)                                            | 1700                | 400                  |
| Entwicklungsband | 1980 – 2010                              | 2170 – 2200                                | FDD         |                        | MSS (benachbart zu Band 1)                                            | 2100                | 190                  |
| 33               | 1900 – 1920                              | 1900 – 1920                                | TDD         | 5, 10, 15, 20          | Pre-IMT (Untermenge von Band 39)                                      | 2100                |                      |
| 34               | 2010 – 2025                              | 2010 – 2025                                | TDD         | 5, 10, 15              | IMT                                                                   | 2100                |                      |
| 35               | 1850 – 1910                              | 1850 – 1910                                | TDD         | 1.4, 3, 5, 10, 15, 20  | PCS (Uplink)                                                          | 1900                |                      |
| 36               | 1930 – 1990                              | 1930 – 1990                                | TDD         | 1.4, 3, 5, 10, 15, 20  | PCS (Downlink)                                                        | 1900                |                      |
| 37               | 1910 – 1930                              | 1910 – 1930                                | TDD         | 5, 10, 15, 20          | PCS (Duplex Abstand)                                                  | 1900                |                      |
| 38               | 2570 – 2620                              | 2570 – 2620                                | TDD         | 5, 10, 15, 20          | IMT-E (Duplex Abstand) (Untermenge von Band 41)                       | 2600                |                      |
| 39               | 1880 – 1920                              | 1880 – 1920                                | TDD         | 5, 10, 15, 20          | DCS-IMT Lücke                                                         | 1900                |                      |
| 40               | 2300 – 2400                              | 2300 – 2400                                | TDD         | 5, 10, 15, 20          |                                                                       | 2300                |                      |
| 41               | 2496 – 2690                              | 2496 – 2690                                | TDD         | 5, 10, 15, 20          | BRS / EBS                                                             | 2500                |                      |
| 42               | 3400 – 3600                              | 3400 – 3600                                | TDD         | 5, 10, 15, 20          |                                                                       | 3500                |                      |
| 43               | 3600 – 3800                              | 3600 – 3800                                | TDD         | 5, 10, 15, 20          |                                                                       | 3700                |                      |
| 44               | 703 – 803                                | 703 – 803                                  | TDD         | 3, 5, 10, 15, 20       | APT                                                                   | 700                 |                      |
| E-UTRA Band      | Uplink (UL) BS empfangen UE senden (MHz) | Downlink (DL) BS senden UE empfangen (MHz) | Duplex mode | Kanal Bandbreite (MHz) | gebräuchliche Bezeichnungen                                           | Frequenz Band (MHz) | Duplex Abstand (MHz) |